# Touillon
Touillon – miejscowość i gmina we Francji, w regionie Burgundia-Franche-Comté, w departamencie Côte-d’Or.
Według danych na rok 1990 gminę zamieszkiwały 493 osoby, a gęstość zaludnienia wynosiła 13 osób/km² (wśród 2044 gmin Burgundii Touillon plasuje się na 465. miejscu pod względem liczby ludności, natomiast pod względem powierzchni na miejscu 86.).